# 오승국
오승국(吳承國, 1980년 8월 3일 ~ )은 대한민국의 국적의 가수이다. 서울특별시 종로구 명륜동에서 태어났으며 남서울대학교 시각정보디자인과를 졸업하였다. 이루마와 함께 아시아의 뉴에이지장르를 이끌었던 피아니스트이다. 2006년에 1집 《꼴찌도 현자 될 수 있을까 OST》 발표하였으며 2007년에 2집 《이별입니다》를 발표하였다. 1999년에 최고의 인기가도를 달렸던 연극 〈슬픈날의 째즈〉, 〈로미오와 줄리엣〉 등의 주연배우로서 출연하기도 했다. 특히 최고의 인기가도를 달리던 중 갑작스럽게  2001년 4월 23일에 대한민국 공군에 입대하였다. 2008년 7월에는 대한항공 소속의 스튜어디스 출신인 김영란과 결혼하였다. 자녀는 오해리(Harry Oh)라는 이름의 아들이 있다.

## 출신 학교
- 강신초등학교
- 평촌중학교
- 평촌공업고등학교
- 남서울대학교

## 앨범
- 1집 = 아픈 너

발매일 : 2006년 4월 2일
주요 수록곡 : "아픈 너", "아픈 미소"
- 2집 = 이별입니다

발매일 : 2007년 3월 19일
주요 수록곡 : "이별입니다(Piano ver.)", "내탓인가봐"

## 참여앨범
- 2005년 뮤즈 1집 MV참여
- 2005년 럼블피쉬 2집 MV참여

## 주요경력
- 1999년 연극 <또 하나의 별이지면> 주연 '민 혁' 역
- 1999년 연극 <새벽이야기> 조연 '조영민' 역
- 1999년 연극 <슬픈날의 째즈> 주연 '정노민' 역
- 2000년 연극 <금작화> 주연 '루이 르 페네앙 왕자' 역
- 2001년 뮤지컬 <Amadeus> 주연 'Wolfgang Amadeus Mozart' 역
- 2000년 연극 <Romeo + Juliet> 주연 'Romeo' 역
- 2001년 뮤지컬 <Titanic> 주연 '잭 도슨' 역
- 2006년 1집 <아픈 너> 발표
- 2006년 오승국 단독 전국투어 콘서트 (2006.11.12~2006.12.27)
- 2007년 오승국 단독 전국투어 콘서트 (2007.04.02~2006.06.15)
- 2007년 2집 <이별입니다> 발표
- 2007년 오승국 단독 서울투어 콘서트 (2007.09.07~2006.10.06)

## 주요수상경력
- 2004년 자랑스런 남서울인 선정
- 2004년~2006년 남서울대학교 홍보대사 역임
- 2006년 '싸이월드가 선정한 2006 연예인부문 TOP 10' 수상

## 관련 인물
- 이루마
- 스티브 바라캇
- 조지 윈스턴
- 사사키 이사오
- 사카모토 류이치
- 구라모토 유키
- 엔야

## 협회 활동
- 대한가수협회 - 회원